# فرودگاه سانتا ماریا (آزور)
فرودگاه سانتا ماریا (آزور) (به انگلیسی: Santa Maria Airport (Azores)) (به زبان بومی: Aeroporto de Santa Maria) یک فرودگاه همگانی مسافربری با کد یاتا SMA است که یک باند فرود بتن دارد و طول باند آن ۳۰۴۸ متر است. این فرودگاه در شهر آزور کشور پرتغال قرار دارد و در ارتفاع ۹۴ متری از سطح دریا واقع شده‌است.

## شرکت‌های هواپیمایی و مقصدهای پروازی
| شرکت‌های هواپیمایی | مقصدهای پروازی |
| ----------------- | -------------- |
| آزورس ایرلاینز    | لیسبون پورتلا  |
| ساتا ایر آسوریس   | ژان پائولو دوم |